# 小岩站

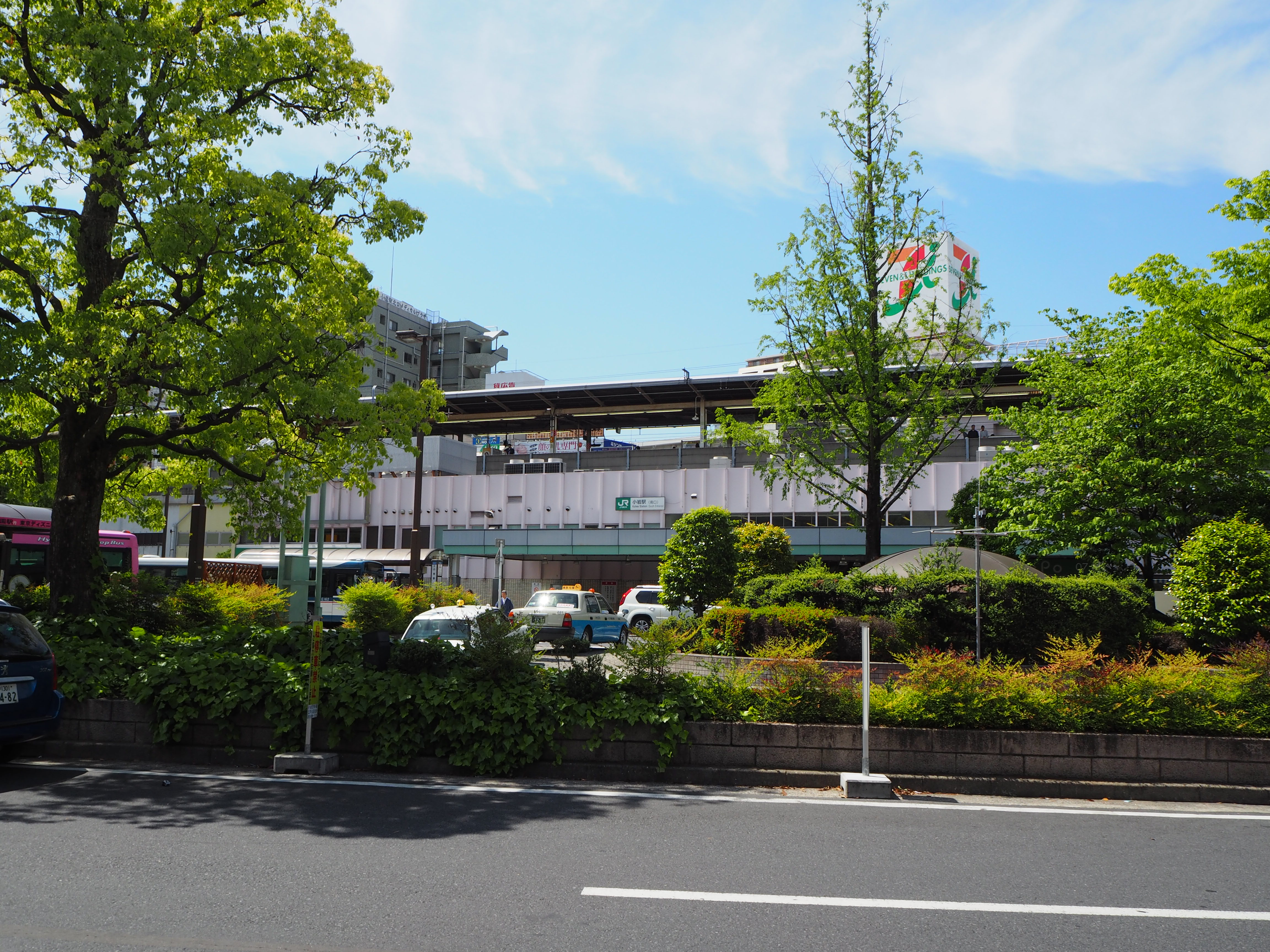
南口（2015年5月）

小岩站（日语：／ Koiwa eki */?）是位於日本東京都江戶川區南小岩，屬於東日本旅客鐵道（JR東日本）的鐵路車站。車站編號是JB 26。

## 停靠路線
雖然總武本線在本站停靠，但此站只有行走緩行線的中央·總武線各站停車停靠。
本站依據特定都區市內的規定屬於「東京都區內」的車站。東鄰的市川站位於千葉縣，而此站是總武本線在東京都區內的東限。武藏野線的西船橋站以遠、京葉線的南船橋站以遠途經葛西臨海公園站直通東京都區內的情況，可以使用東京都區內到發的乘車券與此站到發的乘車券合併使用乘車（旅客營業取扱基準規程155條）。
此站也是總武本線的貨物列車用支線的越中島支線、新金貨物線在書類上的起點站，然而物理上以此站至新小岩站之間的新小岩信號場站構內分岔。以此站為起點，本來的起點站是新小岩操站（現在的新小岩信號場站），在1986年（昭和61年）廢除而更改起點為此站，翌年1987年（昭和62年）新小岩操站再開以後重新以該站為起點。此站－新小岩信號場站（2.3公里）與本線重複處理，沒有一切貨物線與設備。同樣的理由，總武快速線通過此站，日本貨物鐵道（JR貨物）的第二種鐵道事業路段為此站以東的路段。
每當刮起強風，本站至市川站之間跨過江戶川橋樑的路段將減速行駛。

## 車站構造
本站是高架車站，站內設有綠色窗口（營業時間：06:00－22:00），Suica自動剪票口和對號座位自動售票機等設備。車站大廳位於站房1樓，而地下（稍高於地面）和地庫兩層則是購物中心「Shapo小岩」（シャポー小岩）本站月台採島式月台1面2線設計，快速線則在北側通過本站。

### 月台配置
| 月台 | 路線               | 方向 | 目的地                 |
| ---- | ------------------ | ---- | ---------------------- |
| 1    | 總武線（各站停車） | 西行 | 秋葉原、新宿、中野方向 |
| 2    | 總武線（各站停車） | 東行 | 市川、船橋、千葉方向   |

（來源：JR東日本:車站構內圖 （页面存档备份，存于））
本站也是總武本線貨物支線（新金貨物線、越中島支線）的起點站。該線原本的起點是位於本站和新小岩站之間的新小岩信號場站，新小岩信號場站於1985年至1986年停業期間，本站被定為該路線的起點，爾後新小岩信號場站復業也沒有改回原本的設定至今。

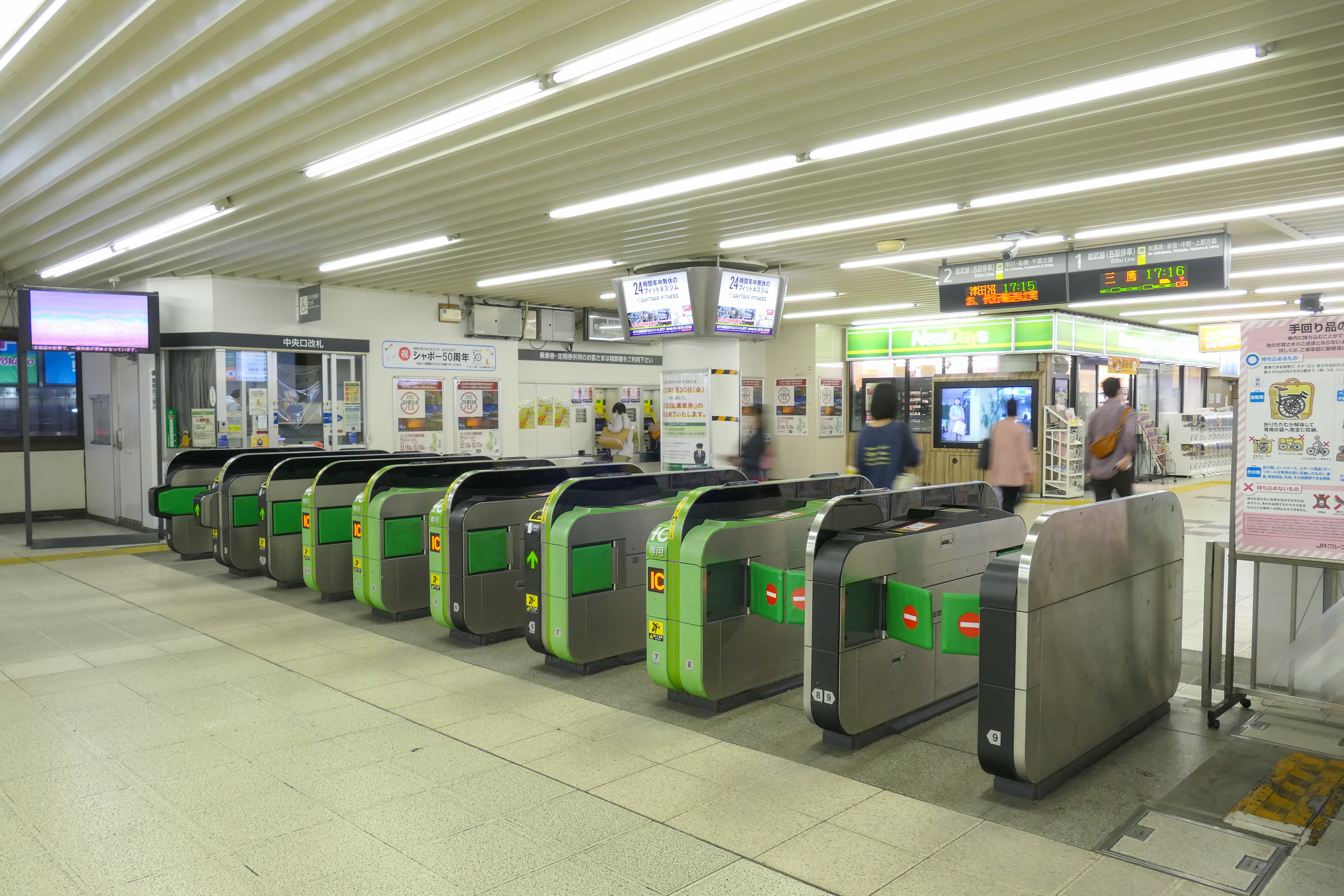
中央驗票閘口（2022年10月）
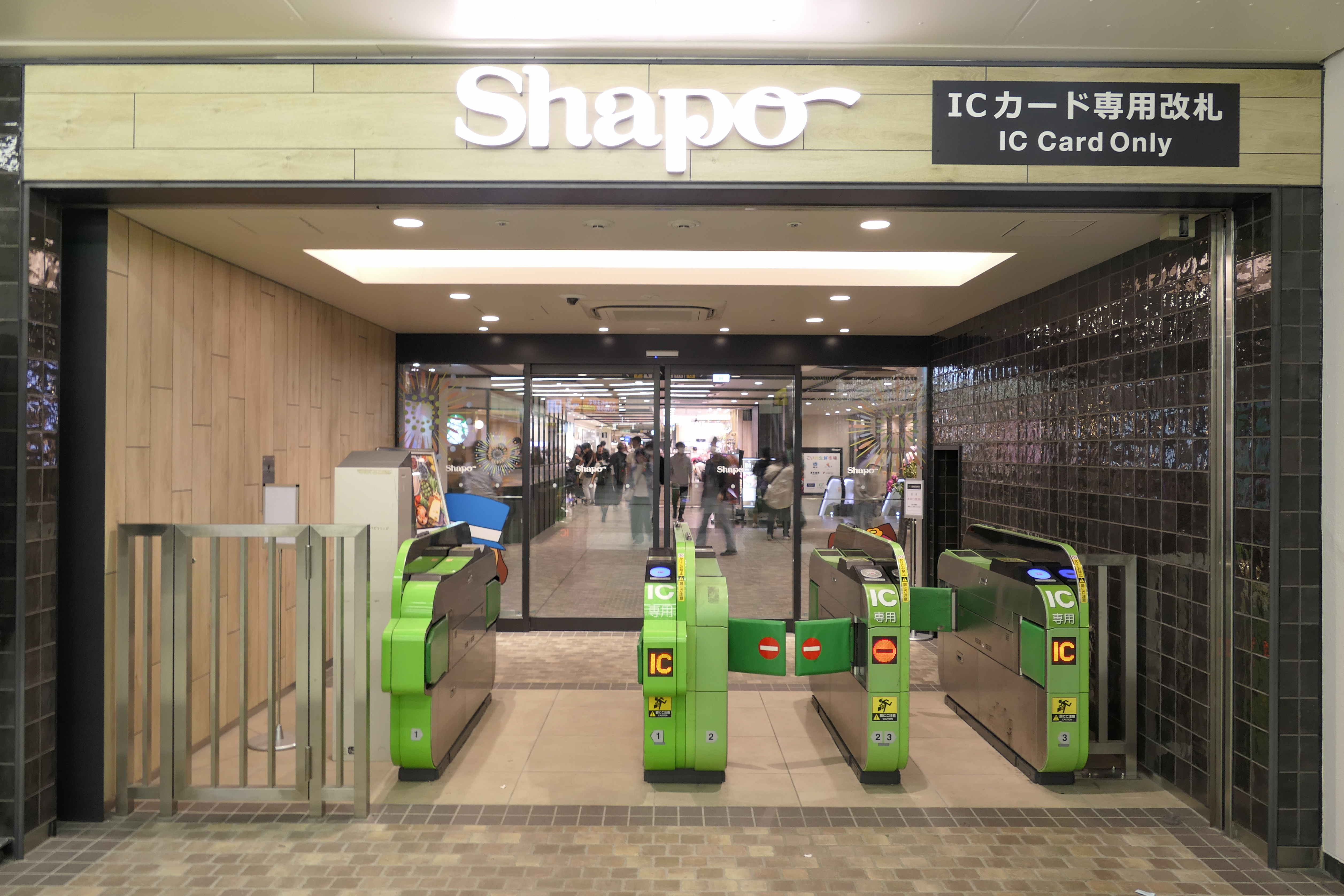
Shapo 驗票閘口（2023年5月）
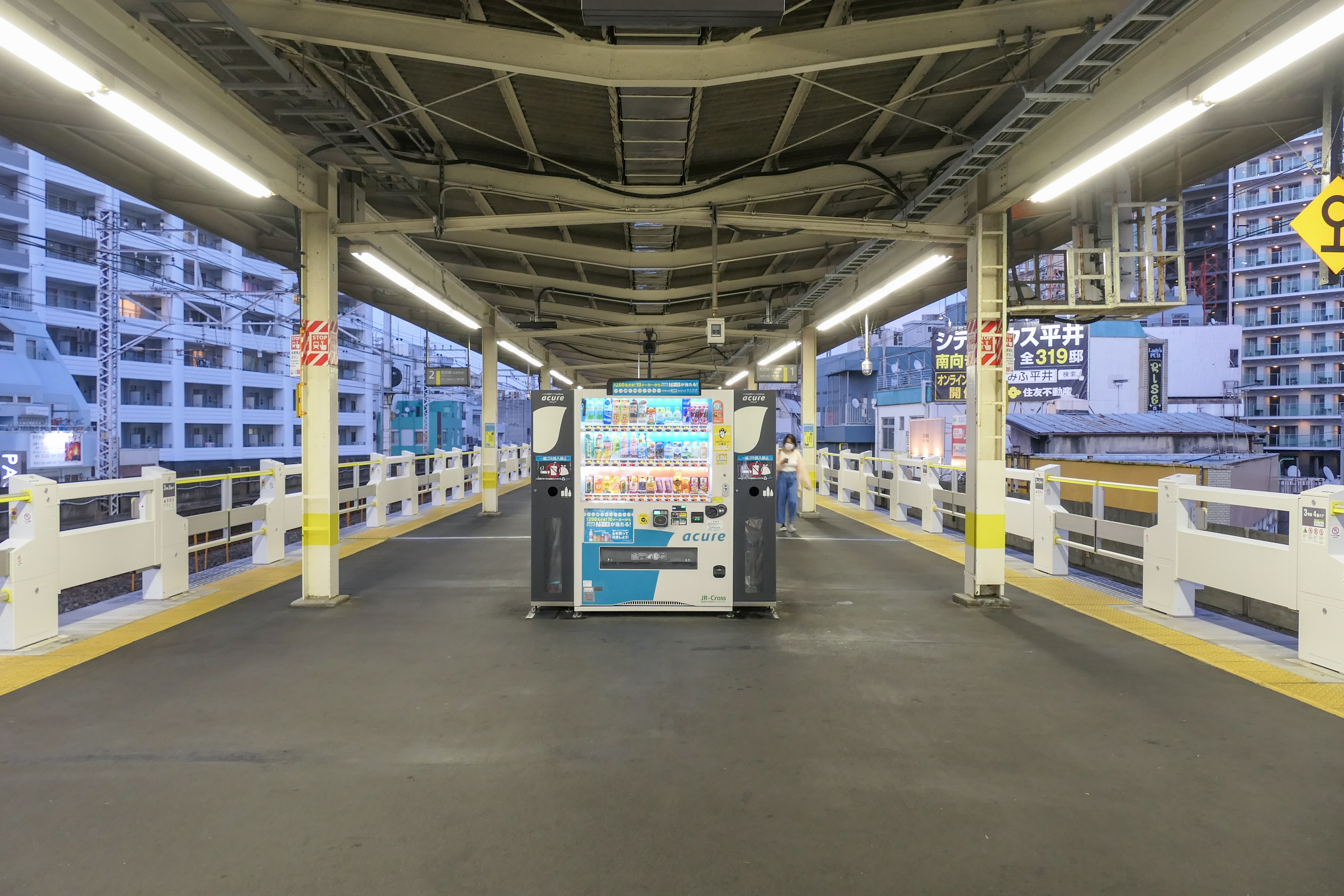
月台（2022年10月）

## 利用狀況
2019年（令和元年）度1日平均上車人次為66,125人，JR東日本車站當中排行第70位。
近年的推移如下表。
| 年度               | 1日平均 上車人次 | 來源     |
| ------------------ | ---------------- | -------- |
| 1990年（平成02年） | 65,447           | [ * 1 ]  |
| 1991年（平成03年） | 67,598           | [ * 2 ]  |
| 1992年（平成04年） | 68,025           | [ * 3 ]  |
| 1993年（平成05年） | 68,359           | [ * 4 ]  |
| 1994年（平成06年） | 67,868           | [ * 5 ]  |
| 1995年（平成07年） | 67,779           | [ * 6 ]  |
| 1996年（平成08年） | 67,367           | [ * 7 ]  |
| 1997年（平成09年） | 65,578           | [ * 8 ]  |
| 1998年（平成10年） | 64,570           | [ * 9 ]  |
| 1999年（平成11年） | 64,343           | [ * 10 ] |
| 2000年（平成12年） | 64,758           | [ * 11 ] |
| 2001年（平成13年） | 65,098           | [ * 12 ] |
| 2002年（平成14年） | 64,964           | [ * 13 ] |
| 2003年（平成15年） | 64,690           | [ * 14 ] |
| 2004年（平成16年） | 63,905           | [ * 15 ] |
| 2005年（平成17年） | 63,984           | [ * 16 ] |
| 2006年（平成18年） | 64,249           | [ * 17 ] |
| 2007年（平成19年） | 65,013           | [ * 18 ] |
| 2008年（平成20年） | 64,711           | [ * 19 ] |
| 2009年（平成21年） | 63,730           | [ * 20 ] |
| 2010年（平成22年） | 63,039           | [ * 21 ] |
| 2011年（平成23年） | 62,052           | [ * 22 ] |
| 2012年（平成24年） | 62,347           | [ * 23 ] |
| 2013年（平成25年） | 63,288           | [ * 24 ] |
| 2014年（平成26年） | 63,239           | [ * 25 ] |
| 2015年（平成27年） | 64,565           | [ * 26 ] |
| 2016年（平成28年） | 65,204           | [ * 27 ] |
| 2017年（平成29年） | 66,009           | [ * 28 ] |
| 2018年（平成30年） | 66,480           | [ * 29 ] |
| 2019年（令和元年） | 66,125           |          |

## 鄰近建築
- 江戶川女子中學校、高等學校

## 巴士
小岩站
- 都營巴士
  - 錦27 - 小岩站前～鹿本中学校前～江戶川区役所～小松川警察署前～龜戶站通～錦糸町站前～兩國站前
- 京成巴士
  - 小55 - 小岩站～京成小岩站入口～新柴又站～帝釈天～金町站
  - 小72 - 小岩站～江戶川病院～（篠崎站）～江戶川運動場／瑞江站／一之江站
  - 小73 - 小岩站～南小岩二丁目～瑞江站～江戶川清掃工場／江戶川運動場
  - 小76 - 小岩站～鹿骨～瑞江站～江戶川清掃工場／江戶川運動場／一之江站～葛西站
  - 環07 - 小岩站～鹿本中学校前～大杉第二小学校～一之江站～古川親水公園～葛西站～総合娱乐公園～葛西臨海公園站～東京迪士尼度假區
  - 小74 - 小岩站～江戶川區役所～小松川警察署前
- 機場巴士：小岩站～一之江站～葛西站～羽田機場／成田機場

小岩站北口
- 京成小鎮巴士
  - 小54 - 京成小岩站～小岩站北口～高砂站～龜有站
  - 新小52 - 市川站～小岩站北口～立石站通～四木站～新小岩站

## 歷史
- 1899年（明治32年）5月24日－以總武鐵道車站的名義開業。
- 1907年（明治40年）9月1日－政府根據鐵路國有法收購總武鐵道，成為日本國有鐵道車站。
- 1909年（明治42年）10月12日－日本國有鐵道重定路線名稱，本站被編在總武本線內。
- 1987年（昭和62年）4月1日－國鐵分割民營化，本站由JR東日本接手管理。
- 2001年（平成13年）11月18日－智能卡系統Suica正式投入服務。

## 相鄰車站
東日本旅客鐵道
 總武線（各站停車）
新小岩（JB 25）－小岩（JB 26）－市川（JB 27）
總武本線貨物支線（越中島支線、新金貨物線：東日本旅客鐵道為第一種鐵道事業者、日本貨物鐵道為第二種鐵道事業者）
小岩－新小岩信號場

### 利用狀況
1. ↑  東京都統計年鑑 （页面存档备份，存于） - 東京都
2. ↑  統計江戸川 （页面存档备份，存于） - 江戸川区

JR東日本1999年度以後的上車人次
1. ↑  各駅の乗車人員（1999年度） （页面存档备份，存于） - JR東日本
2. ↑  各駅の乗車人員（2000年度） （页面存档备份，存于） - JR東日本
3. ↑  各駅の乗車人員（2001年度） （页面存档备份，存于） - JR東日本
4. ↑  各駅の乗車人員（2002年度） （页面存档备份，存于） - JR東日本
5. ↑  各駅の乗車人員（2003年度） （页面存档备份，存于） - JR東日本
6. ↑  各駅の乗車人員（2004年度） （页面存档备份，存于） - JR東日本
7. ↑  各駅の乗車人員（2005年度） （页面存档备份，存于） - JR東日本
8. ↑  各駅の乗車人員（2006年度） （页面存档备份，存于） - JR東日本
9. ↑  各駅の乗車人員（2007年度） （页面存档备份，存于） - JR東日本
10. ↑  各駅の乗車人員（2008年度） （页面存档备份，存于） - JR東日本
11. ↑  各駅の乗車人員（2009年度） （页面存档备份，存于） - JR東日本
12. ↑  各駅の乗車人員（2010年度） （页面存档备份，存于） - JR東日本
13. ↑  各駅の乗車人員（2011年度） （页面存档备份，存于） - JR東日本
14. ↑  各駅の乗車人員（2012年度） （页面存档备份，存于） - JR東日本
15. ↑  各駅の乗車人員（2013年度） （页面存档备份，存于） - JR東日本
16. ↑  各駅の乗車人員（2014年度） （页面存档备份，存于） - JR東日本
17. ↑  各駅の乗車人員（2015年度） （页面存档备份，存于） - JR東日本
18. ↑  各駅の乗車人員（2016年度） （页面存档备份，存于） - JR東日本
19. ↑  各駅の乗車人員（2017年度） （页面存档备份，存于） - JR東日本
20. ↑  各駅の乗車人員（2018年度） （页面存档备份，存于） - JR東日本
21. ↑  各駅の乗車人員（2019年度） （页面存档备份，存于） - JR東日本

東京都統計年鑑
1. ↑  .   [2020-07-28]. （原始内容存档于2016-03-05）.
2. ↑  .   [2020-07-28]. （原始内容存档于2016-03-05）.
3. ↑  .   [2017-12-04]. （原始内容存档于2013-08-15）.
4. ↑  .   [2017-12-04]. （原始内容存档于2013-02-03）.
5. ↑  .   [2017-12-04]. （原始内容存档于2013-02-03）.
6. ↑  .   [2017-12-04]. （原始内容存档于2013-02-03）.
7. ↑  .   [2017-12-04]. （原始内容存档于2013-02-03）.
8. ↑  .   [2017-12-04]. （原始内容存档于2016-03-04）.
9. ↑  東京都統計年鑑（平成10年）PDF
10. ↑  東京都統計年鑑（平成11年）PDF
11. ↑  .   [2017-12-04]. （原始内容存档于2016-03-04）.
12. ↑  .   [2017-12-04]. （原始内容存档于2016-03-04）.
13. ↑  .   [2020-07-28]. （原始内容存档于2017-07-29）.
14. ↑  .   [2020-07-28]. （原始内容存档于2017-07-29）.
15. ↑  .   [2020-07-28]. （原始内容存档于2017-07-29）.
16. ↑  .   [2020-07-28]. （原始内容存档于2017-07-29）.
17. ↑  .   [2020-07-28]. （原始内容存档于2017-07-29）.
18. ↑  .   [2020-07-28]. （原始内容存档于2017-07-29）.
19. ↑  .   [2020-07-28]. （原始内容存档于2017-07-29）.
20. ↑  .   [2017-12-04]. （原始内容存档于2016-03-26）.
21. ↑  .   [2017-12-04]. （原始内容存档于2016-03-27）.
22. ↑  .   [2017-12-04]. （原始内容存档于2016-03-25）.
23. ↑  .   [2017-12-04]. （原始内容存档于2016-03-27）.
24. ↑  .   [2017-12-04]. （原始内容存档于2016-03-22）.
25. ↑  .   [2017-12-04]. （原始内容存档于2017-07-30）.
26. ↑  .   [2020-07-28]. （原始内容存档于2018-11-09）.
27. ↑  .   [2020-07-28]. （原始内容存档于2019-05-02）.
28. ↑  .   [2020-07-28]. （原始内容存档于2019-12-03）.
29. ↑  .   [2020-07-28]. （原始内容存档于2020-08-04）.

## 外部連結
- 車站資訊（小岩）：東日本旅客鐵道
- 車站大樓「小岩Popo」 （页面存档备份，存于）（日語）

35°43′59″N 139°52′54″E / 35.7331°N 139.8818°E